# Metso (Unternehmen)
Metso ist ein finnisches Unternehmen,  das aus dem Zusammenschluss zweier finnischer Unternehmen hervorgegangen ist. Metso Outotec entstand aus der Spaltung des Unternehmens Metso nach der Fusion von Outotec und Metso. Im Mai 2023 verkürzte Metso Outotec seinen Namen auf Metso.

## Geschichte

Logo bis Mai 2023 unter altem Namen

Am 1. Juli 2020 fusionierten die Mineraltechnikabteilung von Metso und Outotec (spin-off von Outokumpu). Metso wurde in Metso Outotec sowie den Rest des Unternehmens unter den Namen Neles Oyj geteilt.
Während Metso Outotec den Bereich Zuschlagstoffe, Mineralverarbeitung, Metallveredelung und die Recyclingindustrie beinhaltet, wurde aus den Bereich Durchflussregelung für die Öl- und Gas-, Zellstoff-, Papier- und Bioproduktindustrie, am 1. Juli 2020 Neles geformt.
Das Unternehmen notiert bereits an der Börse in Helsinki und ist im OMX-25-Index.